# Myospila nigra
Myospila nigra este o specie de muște din genul Myospila, familia Muscidae, descrisă de Shinonaga în anul 2000.
Este endemică în Vietnam. Conform Catalogue of Life specia Myospila nigra nu are subspecii cunoscute.